# Жеромдор

Жеромдор 1811 года

Жеромдор, Иеронимусдор (фр. Jérôme d'or) — название монет номиналом в 5 и 10 талеров (1 и 2 пистоля) короля Вестфалии Жерома Бонапарта. Чеканили жеромдоры в 1810—1813 годах на монетном дворе Брауншвейга.